# Gasblandning
En gasblandning är en blandning av gaser. Den vanligaste gasblandningen är luften vi andas . Det är också främst luft som används vid rekreationsdykning. Luften består av ca 21 % syrgas och 78 % kvävgas (samt 1 % andra gaser).
Vid dykning med luft kan dessa två gaser ge olika problem. Det finns alltid, även till vardags, gaser i kroppen eftersom gaserna tränger in (löser sig) i kroppens vävnad. 

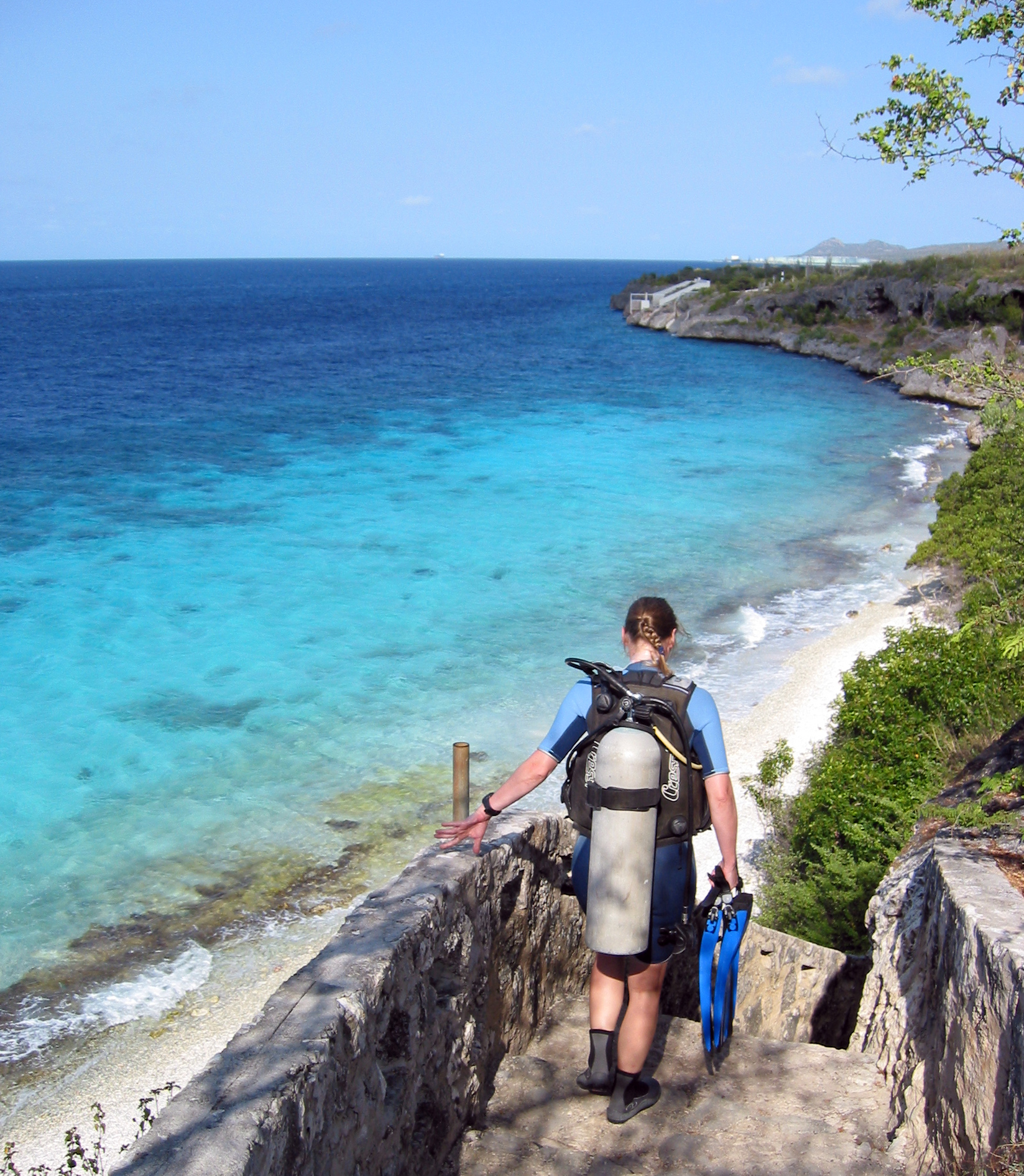
Dykare med tub på ryggen

## Problem vid dykning
När kroppen är under tryck, som vid dykning, ökar gasernas mängd i våra muskler och andra organ. När trycket sedan minskar vid uppstigningen, vill gasen ut ur vävnaderna och kan bilda gasbubblor i blodet. Detta kan ge dykarsjuka. Syrgasen reagerar med andra ämnen och förbrukas, så syret bidrar inte till detta problem, men det gör kvävet. För att slippa dykarsjuka krävs långsam uppstigning till ytan, samt att stanna på vägen upp och "vädra ur" kväve ur kroppen. 
Kvävet kan dessutom på större djup (30+ meter) orsaka kväveberusning.
Syret ger ett annat problem eftersom syrgasen vid högt tryck blir giftig och skadar nervsystemet. Om man dyker med ren syrgas börjar man riskera livet redan vid 4,5 meter.

## Andra gasblandningar
Teknisk dykning, numera en del av rekreationsdykningen, använder andra gasblandningar.
För att öka dyktiden (men inte djupet) ökar man andelen syre och minskar på kvävet (Nitrox), då fylls kroppen mindre av kväve och uppstigningen går fortare.
För att öka djup och tid, då man vare sig kan öka på kväve (på grund av kväveberusning och oändliga uppstigningstider) eller syre (på grund av syrgasförgiftning), sänker man både syrgas- och kvävgashalterna och ersätter dessa med helium. Helium leder dessvärre snabbt bort värme och extra skydd mot nedkylning behövs.